# Edificio Rio Branco 1
El Edificio Rio Branco 1, también conocido como Centro Empresarial Internacional Rio, es un edificio ubicado en el Centro de la ciudad de Río de Janeiro, Brasil. Se levanta en el extremo norte de la Avenida Rio Branco frente a la Plaza Mauá. El RB1 es un centro empresarial moderno que alberga oficinas de varias empresas y es un referente arquitectónico de economía y de espacio.